# Skift
|  | Denne artikel er oprettet af botten PalnaBot ud fra en ekstern database. Den kan derfor have sproglige fejl eller mangler. Denne skabelon kan fjernes efter kontrol af indholdet. |

Skift er en eksperimentalfilm skrevet og instrueret af Tali Rázga.

## Handling
Skift er stemningsfilm om at rejse. Om at være på vej mod noget mens man samtidig bevæger sig væk fra noget andet. Filmen handler om den ensomhed det kan medføre når man føler sig isoleret med sine minder.